# Pieszo-Rowerowy Szlak Nenufarów
Pieszo-Rowerowy Szlak Nenufarów – przygotowany przez gminę Lubrza 8 kilometrowy szlak, ukazujący turystom najciekawsze miejsca w Lubrzy, nad jeziorem Lubie, w Nowej Wiosce oraz nad jeziorem Goszcza. Trasa proponowanej wycieczki jest utwardzona, wyposażona w tablice informacyjne, ławki oraz wiaty w najatrakcyjniejszych miejscach.